# Hovjägmästare

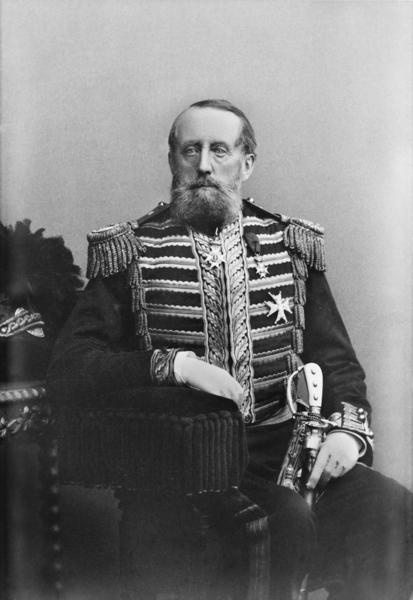
Herman Wedel-Jarlsberg, førstehoffjegermester vid det norska hovet på 1880-talet.

Jaktdräkt för svensk hovjägmästare.

Hovjägmästare är en titel på en jägmästare anställd vid ett hov eller på en person som bistår vi kungliga jakter. Numera är hovjägmästare ofta en hederstitel.

## Danmark
I Danmark var en hofjægermester en godsägare som bistod vid de kungliga jakterna under enväldet. Numera är det en hederstitel som tilldelas den kunglige jaktmästaren samt vissa adliga godsägare. Manliga hovjägarmästare får bära en grön uniform med silverdetaljer, samt ett eklöv av silver prytt med monarkens monogram på en grön rosett. Kvinnor har ingen uniform men bär en brosch som ämbetstecken.
För närvarande (2024) finns 50 hovjägmästare i Danmark, varav 16 kvinnor.

## Norge
I Norge tillsattes førstehoffjegermestrer sedan 1860 men posten blev obesatt efter unionsupplösningen 1905.

## Sverige
I Sverige var hovjägmästaren en hovtjänsteman, som hade överinseende över jägeristaten vid hovet och de kungliga jaktparkerna. Förste hovjägmästare var ursprungligen titel för chefen för kungliga hovjägeristaten och senare titel på någon bland hovjägmästarna. Idag finns endast en hovjägmästare, friherre Johan Nordenfalk.
Hovjägmästare i Sverige har en uniform (motsvarande hovuniform) bestående av en enkelradig vapenrock av mörkgrönt kläde med galon av guld på krage och ärmuppslag, förgyllda knappar med kunglig krona och överstes epåletter (modell äldre) med statschefens monogram; mörkgröna byxor med guldgalon; skärp av guld med fransar; hirschfängare eller sabel; vita handskar samt svart bicorne med kokard och en grön hängande plym.
Överhovjägmästaren och förste hovjägmästare hade motsvarande uniform med generals gradbeteckning och buljon-tofsar i bältet.